# Anterethista
Anterethista là một chi bướm đêm thuộc họ Gelechiidae.